# Canis Canem Edit
Canis Canem Edit (titolo originale Bully) è un videogioco d'avventura open world ambientato in una scuola, pubblicato da Rockstar Vancouver per PlayStation 2 il 17 ottobre 2006 negli USA e il 27 ottobre dello stesso anno in Europa. Originariamente era stata pianificata una versione Xbox ma in seguito fu annullata per ragioni sconosciute.
Una nuova edizione del gioco, chiamata Bully: Scholarship Edition, è stata sviluppata da Mad Doc Software e Rockstar Toronto e pubblicata il 7 marzo 2008 per Wii e Xbox 360 e l'11 ottobre dello stesso anno su Microsoft Windows. Questa versione del gioco introduce una grafica in alta definizione, nuove missioni, lezioni, minigiochi, personaggi e oggetti. Dal 18 dicembre 2012 è inoltre possibile scaricare la versione originale del gioco su PlayStation 3 e dal 22 marzo 2016 su PlayStation 4 tramite PlayStation Store, il gioco infatti è stato inserito tra i classici PlayStation 2. Inoltre è disponibile su Xbox One e Xbox Series X/S la versione Xbox 360. L'8 dicembre 2016 viene pubblicato Bully: Anniversary Edition, una versione rimasterizzata per dispositivi iOS e Android sviluppata da War Drum Studios.
Il titolo europeo del gioco deriva dal motto della scuola in cui è ambientato il gioco, Canis Canem Edit, opposto della locuzione latina Canis canem non est che significa "cane non mangia cane". Il titolo originale era però Bully (bullo), censurato in Europa per rendere meno esplicito il soggetto. Le versioni per Wii e Xbox 360 sono state criticate nel Regno Unito e una catena di negozi si è rifiutata di mettere in vendita il gioco.

## Trama
Il giovane quindicenne Jimmy Hopkins, animo ribelle, viene rinchiuso dalla madre, al suo 5º matrimonio, nella Bullworth Academy, scuola privata situata nel New England governata da bande di bulli; qui incontra una varietà di persone, che vanno dall'autoritario preside Crabblesnitch all'erratico Gary Smith. Quest'ultimo lo porterà ad avviare una lotta senza quartiere per diventare il re della scuola, che lo porterà a scontrarsi con i ragazzi del luogo, tutto questo tra avventure e peripezie varie.
La storia si struttura in sei capitoli:
- Capitolo I: Farsi nuovi amici e nemici: conosciamo i personaggi e le bande principali del racconto, impariamo a muoverci nell'accademia e ci guadagniamo il rispetto dei bulli.
- Capitolo II: Il blues del ragazzo ricco: si aprono le porte dell'accademia, e iniziamo a scorrazzare per la città. Sconfiggiamo la gang dei fighetti.
- Capitolo III: L'amore fa girare il mondo: ambientato nel periodo invernale, otteniamo il rispetto dei grezzi ed aiutiamo un insolito Babbo Natale.
- Capitolo IV: Mens sana in corpore sano e altre bugie: ci alleiamo con i secchioni dopo averne sconfitto il leader, per battere i palestrati e diventare re dell'istituto.
- Capitolo V: La caduta e l'ascesa di Jimmy Hopkins, di 15 anni: Gary Smith inganna i reietti e li sfrutta per far crollare i nuovi equilibri createsi nella scuola. In un "casino totale", Jimmy dovrà sconfiggere nuovamente tutti i capi banda e l'odioso rivale.
- Capitolo VI: Estate infinita: una stagione estiva senza fine, in cui dovremo portare a termine tutti i compiti ancora irrisolti. Inoltre tra i personaggi incontrati nel corso del gioco che erano stati precedentemente scacciati dalla scuola, Zoe (una ragazza di cui Jimmy è probabilmente innamorato) tornerà ad essere di nuovo alunna della Bullworth.

## Modalità di gioco
Con uno stile simile alla serie di Grand Theft Auto, la Rockstar ambienta stavolta la storia in una scuola, luogo che in realtà nasconde infinite insidie. Al posto delle auto e delle moto abbiamo skateboard e biciclette mentre pistole e fucili mitragliatori sono sostituite da fionde e sparapatate, oltre a innumerevoli armi non convenzionali come tubi di ferro, assi di legno, uova, biglie e anche palloncini pieni di acqua.
Altro elemento di innovazione è la possibilità di baciare le ragazze ed alcuni ragazzi, sempre che prima abbiate regalato loro qualcosa o non le abbiate fatte arrabbiare, cosa utile anche ai fini del gioco in quanto grazie ai baci delle vostre amichette otterrete un bonus vita via via più alto.
Ovviamente trovandosi in una scuola Jimmy Hopkins dovrà seguire le lezioni, che a seconda della materia daranno vari bonus: ad esempio, seguendo le lezioni di inglese imparerete a scusarvi con le autorità, durante le lezioni di ginnastica padroneggerete nuove combo da usare contro i ragazzi avversari e alle lezioni di meccanica capirete come apportare modifiche alla bicicletta per renderla più veloce ed aumentarne le prestazioni. Nelle lezioni di chimica, infine, si potranno costruire armi con l'attrezzatura chimica in camera vostra (come petardi, fialette puzzolenti e polvere pruriginosa).
Altro elemento introdotto in questo gioco è il sistema delle combo, apprendibili sia con le lezioni di ginnastica sia da un vagabondo che vive vicino alla scuola, che rendono più forte il protagonista.
Non mancano poi le missioni secondarie che porteranno Jimmy talvolta a tagliare l'erba dei prati per guadagnare qualche soldo, talvolta a raccogliere granchi per il proprietario di un ristorante; inoltre, raccogliendo un determinato numero di oggetti (elastici o carte G&G, ossia Grotte & Gremlin, una parodia di Dungeons & Dragons) si possono sbloccare costumi e altre piccolezze. Se Jimmy verrà ripreso molte volte il preside gli imporrà delle punizioni che si tradurranno sempre nel tagliare l'erba dei prati della scuola con un prefetto che vi controllerà; ogni volta che verrà ripreso dal preside la percentuale necessaria per completare il lavoro aumenterà fino ad arrivare al totale definitivo.
All'inizio del gioco si ha lo 0% di rispetto da parte di tutte le bande. Il rispetto da parte di queste aumenta o diminuisce nel corso del gioco a seguito di alcune missioni. Dopo aver battuto il leader, il rispetto della banda in questione raggiungerà il 100%. Più è bassa la percentuale del rispetto, più è alta la probabilità che i membri della banda aggrediscano Jimmy. Mentre per baciare le ragazze delle bande si deve aspettare un momento preciso, i ragazzi baciabili diventano tali nel momento in cui il rispetto della loro banda supera il 50%; una volta baciati, i ragazzi, manterranno una percentuale di rispetto alta anche nel momento in cui il rispetto complessivo della banda scende.

## Personaggi
- James "Jimmy" Hopkins: Il protagonista della storia. È un ragazzo di quindici anni in piena crisi adolescenziale, espulso da ben sette scuole per vari motivi. Sua madre non lo ha aiutato in nessun modo, decidendo anzi di scegliere come quinto marito un uomo anziano ma tremendamente ricco che Jimmy odia. I due lo hanno lasciato all'entrata della scuola, per poi andarsene in luna di miele per un anno intero. Jimmy si ritrova immediatamente attaccato dai bulli, e il suo nuovo scopo diventa quello di farsi una reputazione all'interno della scuola e, con Gary, diventarne il capo. È sarcastico, schietto e forte, d'aspetto ha i capelli rossi rasati a zero, un orecchino d'oro sull'orecchio sinistro e la faccia butterata, coperta di lentiggini.
- Gary Smith: L'antagonista principale del gioco. Viene descritto da tutti gli altri personaggi come un sociopatico, ed egli stesso afferma di soffrire di problemi d'attenzione, avere problemi con i suoi genitori e con la società occidentale. È un ragazzo visibilmente psicotico, con una vistosa cicatrice sopra il sopracciglio destro ed il setto nasale storto. All'inizio del gioco ci intima di abbassare la cresta con la frase: È meglio che ti dai una calmata o ti daranno delle medicine. Ragazzi, a me è successo e sono quasi uscito fuori di testa! All'inizio stringe amicizia con Jimmy, ma per motivi espressi dalla sua mentalità paranoica diventerà uno spietato rivale, causando problemi all'intero istituto. Nel livello di Halloween indossa un uniforme da ufficiale delle Allgemeine-SS, ulteriore dimostrazione della sua mente distorta.
- Peter "Pete" Kowalski: "accusato" di omosessualità da Gary molteplici volte, Pete è l'obiettivo principale delle crudeltà di Gary. È un ragazzino timido che sarà sempre al fianco di Jimmy, è probabilmente l'unico e vero amico del protagonista, che lo aiuterà anche in molte occasioni. Nonostante la debolezza fisica, è estremamente intelligente, al punto da suggerire effettivamente le strategie a Jimmy. Quando tormentato sa essere meschino, come quando dice a Jimmy, se spintonato da lui, "Almeno io so chi sia mio padre".
- Dottor Crabblesnitch: Probabilmente evirato quando era ancora una matricola, oggi è il preside di Bullworth. Ha un passato da prefetto, lo dice lui stesso. Non è fondamentalmente malvagio, ma ignora la pesante e opprimente situazione di bullismo che aleggia nell'intera scuola, ripetendo che si tratta semplicemente di spirito goliardico. Non si fa problemi a farsi compromettere con le mazzette, in particolare dai genitori dei fighetti. Ha una repulsione speciale nei confronti di Johnny Vincent, il leader dei grezzi.
- Professoressa Dierdre Philips: la professoressa di arte e fotografia della scuola. Si rivelerà un importante aiuto in molte situazioni per Jimmy, che si è illuso di poter uscire con lei qualche volta. Ha divorziato da suo marito. Nel corso del gioco si fidanza con il professor Galloway e lo sostiene nei suoi problemi di alcolismo.
- Professor Lionel Galloway: insegnante di inglese con una relazione con la professoressa Philips e che instaura un rapporto d'amicizia con Jimmy. Ha 34 anni ma ne dimostra molti di più, a causa del suo problema con l'alcool; rischia continuamente il licenziamento poiché il professor Hattrick minaccia spesso di rivelarlo al preside.
- Professor Hattrick: insegnante di matematica, si maschera dietro un'immagine di puritano, ma in realtà vende i risultati dei test agli studenti facoltosi. Tenta più volte di far licenziare Galloway per il suo problema con l'alcool. Jimmy farà in modo che questo non accada, facendolo licenziare. Sua moglie è morta suicida. Insulta Sheldon Thompson definendolo fastidioso.
- Professor Burton: insegnante di ginnastica, spietato e incitatore del bullismo tra gli allievi. È inoltre un pervertito, che fa avance sessuali alle studentesse, avendo causato l'espulsione di Zoe Taylor. Offre sostanze dopanti ai membri del team di football.
- Edna: la cuoca della scuola, fa amicizia con Jimmy ed è innamorata del professore di chimica, il quale però non ricambia. Assolutamente non igienica, starnutisce e sputa a più riprese nei piatti che cucina, e cucina carne scaduta ripetendo non siamo schizzinosi qui a Bullworth. In cucina si può notare che Edna cucini le pietanze con cibo per cani. Talvolta ha anche cucinato i gatti della professoressa Philips.
- Vagabondo: misterioso senzatetto che vive vicino alla scuola. Ha un passato nell'esercito e nella guerra di Corea era un membro delle forze speciali. Insegna a Jimmy mosse di combattimento in cambio di transistor per riparare la sua radio. Alla fine dell'allenamento, verrà prelevato dagli alieni. I transistor che gli consegnano sono sicuramente il motivo di questo fatto.

## Prefetti
- Karl Branting: Capo dei prefetti, di carnagione scura e più giovane degli altri.
- Seth Kolbe: Prefetto adibito alle punizioni, è il più violento dei quattro, parla quasi sempre ad alta voce, è riconoscibile per i suoi capelli chiari.
- Max MacTavish: assomiglia ad Edward, ma senza occhiali. Secondo prefetto per importanza.
- Edward Seymour II: assomiglia a Max, ma con gli occhiali. Primo prefetto con cui si avrà un'interazione e che dirà a Jimmy e Gary di andare a lezione. Probabilmente era un fighetto.

## Bande
I nomi e cognomi dei vari membri di ogni fazione della Bullworth Academy sono stati deliberati dalla Rockstar Games.

### Bulli
Classici bulli, se la prendono con chiunque tranne che con le ragazze. Prediligono i "secchioni" come obiettivo. Indossano come uniforme camicie bianche e jeans blu. A differenza delle altre cliques, all'interno dei bulli mancano sia il secondo in comando, che la ragazza. Il loro rispetto, dopo aver battuto Russell, rimarrà stabile al 100% per tutto il gioco.
- Russell Northrop: il capo della banda. È lo studente più alto e grosso della scuola, è anche stupido, ma dotato di un gran cuore come visto dal suo dichiarare che "gli piace picchiare le persone per la pace"; si dice inoltre che possa stendere un prefetto. Primo boss del gioco, si rivelerà un alleato ed un amico prezioso per Jimmy. Probabilmente è affetto da gigantismo.
- Davis White: uno dei primi bulli a dar fastidio al protagonista. Suo cugino gli faceva mangiare gli insetti vivi, e Davis dà a lui la colpa per come è ora. La prima fionda che otteniamo, la otteniamo sconfiggendolo nell'Autoshop.
- Troy Miller: è il bullo più stupido. Soffre molto nel suo corpo, probabilmente a causa degli effetti di steroidi.
- Ethan Robinson: l'unico nero fra i bulli. Ha una passione per i film di arti marziali e per le arti marziali in generale.
- Tom Gurney: ha il volto perennemente coperto da lividi e con un occhio nero, facilmente riconoscibile dalla voce stridula. Si definisce intelligente, ma è in realtà molto stupido.
- Trent Northwick: biondo, omosessuale (in una missione riusciamo a vederlo mano nella mano con Kirby dei palestrati, e inoltre lo si può baciare dopo avergli regalato dei fiori), è il presidente del circolo di fotografia. Sogna di recitare ad Hollywood.
- Wade Martin: è il bullo che aggredisce Jimmy al primo giorno di scuola ma viene steso da quest'ultimo. Ha un cattivo rapporto con il padre che è divorziato e picchia suo figlio. Lui e Christy Martin sono fratelli.

### Fighetti
I fighetti sono i ragazzi ricchi, viziati e snob del campo, nati da continui intrecci consanguinei tra familiari per mantenere il grado sociale. Pete dice che subiscono violenza e abusi tra le mura delle loro case. Hanno una palestra personale, e il loro sport preferito è la nobile arte della boxe. Vestono tutti allo stesso modo con abiti firmati
Acquaberry, di colore azzurro a scacchi. Non sono trovabili nel dormitorio maschile dato che risiedono nella Harrington House. Non sopportano i grezzi.
- Derby Harrington: capo e leader indiscusso, biondo platinato e di origini inglesi. Verrà sconfitto da Jimmy, ma avrà sempre un complesso di superiorità su di lui. È molto orgoglioso e non sopporta perdere; è sicuramente uno dei più forti della saga. Gira voce che abbia una relazione segreta con Bif, anche se è promesso sposo di Pinky. Il suo cognome è per lui causa di grande orgoglio. A detta del professore di biologia, Il signor Harrington (il padre di Derby) non è un brav'uomo, Derby non è un bravo ragazzo. Derby è l'unico fighetto a non riferirsi a lui con termini affettuosi, chiamandolo unicamente Padre, mantenendo una certa distanza. Suo padre lo picchia.
- Bif Taylor: il numero due della banda, uno dei pochi del gruppo a non parlare in accento inglese, è il più massiccio ed alto tra i fighetti, ed è campione di boxe. In precedenza era fisicamente piccolo, ma a causa del bullismo subito anche da Johnny Vincent ha deciso di allenarsi al fine di diventare più grande. Suo papà. avvocato, dona alla biblioteca. Ascolta musica hip hop e cita Muhammad Ali. Dovrebbe prendere delle medicine, anche se, a detta del suo psicologo, il Dr. Bambillo, non lo fa.
- Pinky Gauthier: la ragazza del gruppo. Soffre di un complesso da principessa, è facilmente alterabile e si fa infatuare dai regali, ma in fondo è molto dolce. È l'unica ragazza del gioco (assieme a Zoe dei Reietti) ad avere un appuntamento con Jimmy. Derby Harrington è suo cugino, nonché promesso sposo. Il suo papà le ha regalato una fabbrica di gelati.
- Tad Spencer: è americano, ma parla con un finto accento inglese per sembrare ricco da secoli: non nasconde vergogna del fatto che suo padre è un nouveau riche. Dai suoi racconti capiamo molti dettagli della sua vita: a causa dei passati matrimoni tra consanguinei lui ha un piede palmato, suo fratello è senza mento ed è finito in un manicomio, mente sua madre è legalmente sua zia. Suo padre picchia lui e sua madre ed è molto esigente nei suoi confronti. Vorrebbe prendere il posto da leader dei Fighetti di Derby. Passa la maggior parte del tempo a citare traumi che gli ha procurato suo padre (come l'infilzarlo con una forchetta) e momenti di flashback in cui crede di trovarsi in tali situazioni. Ha paura di non avere valore.
- Gord Vendome: il fighetto più facile da incrociare per le strade. Ha una passione per la moda e ci tiene particolarmente al suo stile e va fiero di essere il meglio vestito a Bullworth come detto da Derby. Ha una breve relazione con la ragazza dei grezzi, Lola Lombardi, ma dato che durante il gioco possiamo baciarlo in caso di regali, possiamo ipotizzare che sia bisessuale. In una missione sottrae a Jimmy un trofeo per una gara di biciclette insieme a Chad, salvo poi pagarla cara per mano di Jimmy e Ricky. È affascinato dalle persone povere perché pensa siano più reali.
- Justin Vandervelde: affronta Jimmy nel torneo di boxe della palestra di Old Bullworth Vale, facilmente riconoscibile per i capelli castani frangiati. Afferma di non essere interessato alle ragazze e vorrebbe che i Fighetti si alleassero con i Palestrati. Afferma che Derby lo abbia definito il suo migliore amico.
- Parker Ogilvie: affronta Jimmy nel torneo di boxe della palestra di Old Bullworth Vale, facilmente riconoscibile per i capelli neri frangiati. Probabilmente schizofrenico, poiché in una missione scartata lo si vedeva avere una discussione tramutatasi in vivido litigio con il suo gnomo da giardino Jeff, che lui stesso definisce "il suo unico amico". Ha paura del giudizio di Tad e Gord. Ce l'ha con i suoi genitori per aver incluso sua sorella nel testamento. Ha un forte attaccamento emotivo per Derby che nomina spesso.
- Chad Morris: l'afroamericano dei Fighetti; come Gord, flirta con Lola. In una missione lavora assieme a Jimmy per salvare se stesso e Algernon dalla furia dei Grezzi, decisi a fargli pagare i suoi flirt con Lola. Alcuni Fighetti affermano di sentire Chad e Bryce allenarsi insieme nel wrestling durante la notte. Ha una benda al braccio ed una cicatrice sulla guancia. I suoi genitori cercano di viziarlo meno rispetto agli altri fighetti, ad esempio rifiutandosi di pagare il professore di biologia per un voto più alto.
- Bryce Montrose: affronta Jimmy nel torneo di boxe della palestra di Old Bullworth Vale dove viene sconfitto. Si atteggia a ricco, ma in realtà suo padre ha sperperato tutto il patrimonio in donne, scommesse e alcool, perciò lui lavora allo Yacht Club locale di nascosto.

### Grezzi
Banda che segue un movimento degli anni 50, si vestono con giacche di pelle vecchio stile, e si pettinano con massicce dosi di brillantina: Grezzi è infatti la traduzione errata di Greasers (da Grease, brillantina), fenomeno sociale americano che ha come icone James Dean, Marlon Brando e altri personaggi dei mitici anni cinquanta.
I Grezzi amano correre in bici, vandalizzare New Coventry, gironzolano per il garage della scuola e odiano i fighetti. Sono tutti italo-americani, con l'eccezione di Norton Williams.
- Johnny Vincent: il leader del gruppo, un ragazzo violento, follemente innamorato della sua fidanzata, Lola Lombardi. Molto vendicativo, si autodefinisce "il Re". È protettivo nei confronti di Lola al punto di essere possessivo, non a caso molto spesso, quando parla di lei, sembra considerarla una fidanzata-trofeo, al punto da pensare che Jimmy avesse intenzione di batterlo solo al fine di avere Lola. Dopo esser stato battuto da Jimmy, Johnny porrà molta fiducia in lui, al punto da dargli la colpa di averli abbandonati quando a scuola scoppieranno disordini. Il preside Crabblesnitch ribadisce spesso quanto Johnny sia una cattiva influenza e sia meglio tenersi alla larga da lui. Un palestrato afferma che i genitori di Johnny siano entrambi in carcere.
- Larry "Peanut" Romano: il numero due della banda, è mandato da Johnny a chiedere l'aiuto di Jimmy all'inizio del capitolo tre e difende il suo leader dalle ire di Jimmy quando questi vorrà chiudere i conti in sospeso con i Grezzi. Ha un forte attaccamento emotivo sia nei confronti di Johnny, che di Lola, nominandoli spesso e chiedendosi cosa possa fare per far piacere a Johnny e Lola. Disprezza il suo soprannome che in italiano significa "arachide".
- Norton Williams: il numero tre della banda, afro-americano, combatte utilizzando un pesante martello ed è fisicamente il più forte dei Grezzi. Fa molti riferimenti al film e/o libro The Outsiders. Può apparire minaccioso, ma è in realtà parecchio impacciato, facendosi paranoie sul risultare strano nel momento in cui fa un complimento. È probabilmente il figlio dell'agente Williams. In una missione lo si può vedere venir arrestato.
- Ricky Pucino: Viene in soccorso di Jimmy durante una rissa contro i fighetti perché hanno rubato un trofeo a Jimmy. Si lamenta spesso di esser stato mollato dalla sua ragazza per un palestrato. Riconoscibile per la sigaretta dietro l'orecchio.
- Lola Lombardi: l'infedele fidanzata di Johnny. Particolarmente promiscua, Lola alimenta la discordia tra grezzi e fighetti, uscendo segretamente prima con Gord Vendome, poi con Chad Morris. Inoltre da alcune sue frasi si può dedurre che sia incinta.
- Lucky De Luca: riconoscibile dal cappotto di jeans al posto che di pelle e dai capelli rossi, non si fida di Johnny Vincent.
- Vance Medici: omosessuale, ha il tic di passarsi continuamente un pettine tra i capelli.
- Hal Esposito: riconoscibile fra i Grezzi dalla sua grossa corporatura.
- Lefty Mancini: fumatore accanito, il suo nome costituisce un gioco di parole (Left, in inglese, significa appunto sinistra, nome che si sposa alla perfezione con il suo cognome). Insieme a Lucky, unico Grezzo col cappotto di jeans: si distingue da Lucky dai capelli neri.

### Secchioni
La banda dei "secchioni" è fisicamente la più debole tra tutte quelle esistenti; nonostante ciò, Jimmy ne fa parte anche se soltanto per le partite di palla avvelenata. Sono piuttosto perfidi nonostante l'aspetto innocuo.
Vengono continuamente presi di mira dai bulli e dai palestrati, e dal momento che sono chiaramente troppo deboli per i combattimenti corpo a corpo, utilizzano ingegnose armi di loro invenzione come gli sparapatate.
- Earnest Jones: il leader che controlla la banda con pugno di ferro. Ha i tratti maniacali del classico Supercriminale, ma è anche un ragazzo debole e insicuro che ha avuto una vita difficile a causa dei bulli e dei palestrati. Si candida come rappresentante contro Ted Thompson, cercando l'aiuto di Jimmy. Lotta in modo effeminato, ama le donne stampate sulle pagine ed è anche particolarmente egocentrico.
- Algernon "Algie" Papadopoulos: ragazzino ciccione e dalla vescica debole, è il primo "secchione" con cui Jimmy viene in contatto. Ama le ragazze bionde, ma si infatua di Lola Lombardi, suscitando le ire di Johnny. Più di una volta, Jimmy lo salva da situazioni compromettenti. Riconoscibile dalla cerniera dei pantaloni sempre aperta, Algie è, assieme a Jimmy e Bucky, titolare della squadra di palla avvelenata dei Secchioni.
- Beatrice Trudeau: la ragazza dei "secchioni", sogna di creare una cura per il cancro. È socialmente emarginata, perfino dal suo gruppo. Viene sempre presa di mira da Mandy.
- Melvin O'Connor: numero due della banda, fan sfegatato del gioco da tavolo Grotte & Gremlin (parodia di Dungeons & Dragons). Ama parlare come i personaggi medievali e sarà proprio a causa di questo difetto che si farà riprendere da Jimmy in modo piuttosto volgare.
- Bucky Pasteur: mingherlino, verrà salvato da Jimmy da un agguato dei Bulli. Assieme ad Algernon e Jimmy, titolare della squadra di palla avvelenata dei Secchioni.
- Donald Anderson: unico "secchione" totalmente ininfluente ai fini della storyline.
- Fatty Johnson: è il più robusto dei Secchioni e per questo è l'avversario fisso di Jimmy nelle sfide di wrestling durante le lezioni di ginnastica. Detiene il record del gioco "ConSumo", che Jimmy dovrà battere in una missione.
- Cornelius Thomas: afroamericano, parte del club di teatro, omosessuale del gruppo dei "secchioni". Viene salvato da Jimmy da un pestaggio ad opera dei Grezzi.
- Thad Carlson: custodisce la chiave dell'Osservatorio ed è quello che appende poster di Mandy nuda in giro per la città. Inoltre è il finto prigioniero della squadra di palla avvelenata dei Secchioni.

### Palestrati
I palestrati costituiscono la squadra di football della scuola. Amano prendersela con i più deboli "secchioni".
- Ted Thompson: è il quarterback della squadra, il capo del gruppo, leader carismatico e rissoso, ma anche piuttosto volgare. Ha concorso alle elezioni come rappresentante scolastico contro Ernest Jones.
- Damon West: afroamericano, fedele numero due. Quando parla, ripete semplicemente ciò che Ted ha appena detto, nonostante ciò è fra i Palestrati più intelligenti. Ama spintonare i ragazzini più piccoli, ed ha una strepitosa resistenza muscolare.
- Mandy Wiles: leader delle cheerleaders, fidanzata di Ted (è presente nei poster elettorali assieme a lui). Nonostante la facciata di popolarità e invincibilità, è psicologicamente fragile. Desidera diventare una modella. Ama prendere di mira Beatrice. I Secchioni affiggeranno per la città dei poster che la ritraggono in pose erotiche. Probabilmente è bulimica
- Kirby Olsen: omosessuale (riusciamo a vederlo mano nella mano con il bullo Trent Northwick), il più mingherlino del gruppo. Riconoscibile per la voce stridula.
- Dan Wilson: il più mingherlino dopo Kirby, ha tuttavia una strepitosa agilità che usa nelle risse per agganciare e buttare a terra gli avversari.
- Luis Luna: è il più bravo nel palleggio, infatti si può scommettere contro di lui in quest'abilità.
- Casey Harris: palestrato biondo e ben piantato, non sopporta i Fighetti.
- Bo Jackson: altro afroamericano del gruppo.
- Juri Karamazov: russo, altro Palestrato riconoscibile dall'ampiezza delle spalle.

### Reietti
Unica banda i cui componenti non sono studenti della Bullworth Academy, bensì ex allievi o possibili scolari non accettati. Vivono in roulotte nella zona industriale della città. Rissosi e violenti, odiano tutte le gang, ma sono particolarmente inclini a pestarsi con i grezzi, che vivono in zone pressoché limitrofe.
- Edgar Munsen: capo della banda, dal passato difficile: i suoi genitori non avevano abbastanza denaro per mandarlo all'accademia, perciò è stato costretto a rimanere in quel buco di città.
- Zoe Taylor: ragazza che finirà per innamorarsi di Jimmy. Era iscritta a Bullworth, ma a causa delle perversioni sessuali del professor Burton è stata espulsa. Grazie a Jimmy, verrà reintegrata.
- Omar Romero: numero due della banda, alto e slanciato, spietato e violento.
- Gurney: ha i capelli castani rasati a zero ed il pizzetto. Non si hanno informazioni specifiche sul ruolo che copre nei reietti, ma nel capitolo 5, sotto probabile ordine di Gary Smith, dà fuoco alla palestra.
- Clint o Henry: ragazzo alto di corporatura media, ha molto spesso attacchi di violenza anche nei suoi stessi confronti, per poi ritrovarsi gentile e cordiale. Si autodefinisce "matto". Come tutti gli altri reietti (a parte Zoe Taylor), non frequenta Bullworth. Veste sempre con una maglia nera a giromaniche, con uno stemma a forma di ragno arancione ed ha i capelli rasati a zero. In "Bully: Scholarship Edition", potremo avviare due missioni per conto suo; ha una passione per le bici.
- Leon: probabilmente il più povero. Vive in una roulotte nel parco industriale di Blue Skies, ha i capelli corti e neri e veste con una giacca arancione ed una t-shirt azzurra. Si può dedurre che abbia avuto un passato difficile.
- Duncan: L'omosessuale del gruppo. È un reietto mingherlino e basso, e veste con una t-shirt bianca con un logo arancione. Ha lasciato la scuola a causa del troppo bullismo subito. È appassionato di Grotte & Gremlin e cerca di insegnarlo agli altri membri della clique.
- Otto Tyler: Il più mingherlino del gruppo dopo Duncan, veste con una T-Shirt arancione con un logo argentato, e porta i capelli rasati a zero. Fu espulso dalla scuola a causa del suo comportamento da bullo e delle sue risse con i grezzi, gang che odia più di tutte. In una commissione, dovremo portarlo all'Happy Volt Asylum, il manicomio di Blue Skies. Lo troveremo nei pressi del ritrovo dei grezzi, vestito con una vestaglia da ospedale e con una mascherina che ricorda vagamente quella di Hannibal Lecter
- Jerry: si autodefinisce estremamente intelligente, dicendo di essere "troppo intelligente per la scuola".

## Altri personaggi
- Bill Park: ex studente della Bullworth Academy, è considerato una leggenda da tutti poiché è stato l'unico a mettere paura a Russell e l'unico insieme a quest'ultimo che sia mai riuscito a stendere un prefetto. Alto, possente, biondo e con gli occhi verdi, era il primo leader dei Bulli ed è l'unico personaggio a non apparire fisicamente.

### Altri studenti
Sono studenti che studiano alla Bullworth e non fanno parte di nessuna fazione in cui Jimmy si dovrà imbattere. Sono riconoscibili per la loro maglietta scura della Bullworth e pantaloni gialli. Ne fanno parte le ragazze, come la rossa Christy o il ragazzo Constantinos, mascotte, che attiverà per noi in un campo esterno di basket della palestra della scuola, dopo le ore 19, una scommessa in cui dovremo colpirlo con una palla calciandola ("Rigori"). Tra gli studenti ci sono anche i bambini.

## Censura
Nel 2008 un giudice brasiliano ha ordinato il ritiro del videogioco dal mercato locale per la sua eccessiva violenza. In Australia la vendita del videogioco è stata negata fin dalla sua pubblicazione internazionale. Negli Stati Uniti d'America il gioco è stato messo in commercio solo dopo una sentenza favorevole di un giudice.

## Sequel
Nel 2009 Shawn Lee, autore della colonna sonora di Bully, confermò in una intervista che avrebbe presto realizzato la colonna sonora di Bully 2.
Nel 2011 il direttore creativo di Rockstar Games, Dan Houser, confermò che una volta finito lo sviluppo di Max Payne 3, i dipendenti di Rockstar Vancouver avrebbero potuto lavorare al seguito di Bully.
Dan Houser ha dichiarato che non sa se iniziare a pensare a un seguito di Bully o fare ritornare Jimmy Hopkins in un futuro titolo della serie Grand Theft Auto. Il protagonista è comunque assente nel videogioco Rockstar Grand Theft Auto V, pubblicato nel 2013.
Nel febbraio del 2019 girano voci riguardo al lavoro in corso della Rockstar Games su un possibile sequel. La responsabile del casting, interpellata, non ha rilasciato dichiarazioni al riguardo.